# José Guilloty
José Emir Guilloty (12 aprile 1977) è un pallavolista portoricano, palleggiatore degli Indios de Mayagüez.

## Carriera

### Club
La carriera di José Guilloty inizia nella stagione 1996, quando debutta nella Liga de Voleibol Superior Masculino coi Caciques de Mayagüez, che lascia a metà stagione, finendo l'annata coi Caribes de San Sebastián. Nella stagione seguente difende i colori dei Gigantes de Adjuntas e nelle annate che seguono, gioca sempre per franchigie diverse, vestendo in ordine cronologico le maglie dei Cafeteros de Yauco, dei Playeros de San Juan, dei Changos de Naranjito, coi quali raggiunge le finali scudetto, e dei Leones de Ponce.
Nel campionato 2002 fa ritorno ai Caribes de San Sebastián, ma a metà annata cambia nuovamente squadra, tornando a vestire i colori dei Gigantes de Adjuntas, dove rimante fino al termine della campionato 2005 e dove inizia ad essere impiegato come titolare, progresso sottolineato dal premio di rising star ricevuto nel campionato 2003 e da quelli di miglior palleggiatore e di membro dello All-Star Team nel campionato successivo.
Nella stagione 2006 torna a giocare a Mayagüez, questa volta difendendo i colori degli Indios de Mayagüez, dove milita ininterrottamente per dieci annate, raggiungendo due semifinali e ricevendo un altro premio di miglior palleggiatore, oltre che venendo eletto capitano della squadra fino al suo ritiro dalla pallavolo giocata, al termine della stagione 2015; nella sua ultima annata stabilisce inoltre il record di assist della Liga de Voleibol Superior Masculino.
A sette anni dal suo ritiro, torna in campo per disputare la Liga de Voleibol Superior Masculino 2022 con gli Indios de Mayagüez, che lascia nel corso dell'annata per trasferirsi ai Caribes de San Sebastián, venendo inoltre premiato come miglior ritorno nel torneo. Nella stagione seguente è nuovamente impegnato con gli Indios de Mayagüez.

## Palmarès

### Premi individuali
- 2003 - Liga de Voleibol Superior Masculino: Rising star
- 2004 - Liga de Voleibol Superior Masculino: Miglior palleggiatore
- 2004 - Liga de Voleibol Superior Masculino: All-Star Team
- 2007 - Liga de Voleibol Superior Masculino: Miglior palleggiatore
- 2022 - Liga de Voleibol Superior Masculino: Miglior ritorno